# Шахбазян, Рафаэль Тадевосович
Рафаэ́ль Тадево́сович Шахбазя́н (арм. Ռաֆաել  Շահբազյան, 23 июня 1930, Ереван) — армянский советский политический, государственный и хозяйственный деятель.
- 1943 — поступил на в Ереванский штамповочный цех обувной фабрики рабочим.
- 1952 — окончив техникум лёгкой промышленности в Ереване, уехал в Москву и поступил в Московский технологический институт. Параллельно с учёбой, работает на Московской обувной фабрике, пройдя путь от мастера, начальника цеха, начальника ОТК до главного инженера, а в 1959 — директор фабрики.
- С 1961 — переезжает в Ереван и становится генеральным директором кожевенно-производственного объединения им. Шаумяна.
- Был представителем министерства лёгкой промышленности СССР во Франции, Италии и Испании.
- Начальник Главного Управления газификации Армянской ССР[2]. В дальнейшем — Председатель госкомитета Армении по газификации[3].
- 1983—1990 — депутат верховного совета Армянской ССР[4].
- 1990—1993 — был министром продовольствия и хлебопродуктов Армении, исполнял обязанности министра сельского хозяйства.[1]
- Автор 26 изобретений.

## Награды
Награждён орденами «Знак Почёта» (1966), «Дружбы Народов» (1980), двумя орденами «Трудового красного знамени» (1971, 1974).